# لیبتشوس
لیبتشوس (به چکی: Libčeves) یک منطقهٔ مسکونی در جمهوری چک است که در ناحیه لوونی واقع شده‌است. لیبتشوس ۳۴٫۷۳ کیلومتر مربع مساحت و ۹۶۲ نفر جمعیت دارد و ۳۰۰ متر بالاتر از سطح دریا واقع شده‌است.